# CONMEBOL Libertadores Futsal Femenino
A Copa Libertadores de Futsal Feminino, cujo nome oficial atual é CONMEBOL Libertadores Futsal Femenino é um torneio internacional de futsal feminino organizado pela Confederação Sul-Americana de Futebol (CONMEBOL). É a competição mais importante de clubes de futsal feminino da América. A primeira edição foi disputada em 2013 no Chile e teve como campeão a Unochapecó do Brasil.

## Formato
A competição é realizada em sede única assim como a masculina, contando com apenas um representante de cada país. O formato do torneio é semelhante a Copa América da categoria: são formados dois grupos, onde os dois melhores de cada grupo avançam para as semifinais e o vencedor de cada jogo disputa a final da copa.

## Títulos por equipe
| Clube                  | País      | Título          | Vice            | 3.º lugar             | 4.º lugar |
| ---------------------- | --------- | --------------- | --------------- | --------------------- | --------- |
| Unochapecó             | Brasil    | 2 (2013 e 2017) | 0               | 0                     | 0         |
| Barateiro              | Brasil    | 2 (2015 e 2016) | 0               | 0                     | 0         |
| Stein Cascavel         | Brasil    | 2 (2023 e 2024) | 0               | 0                     | 0         |
| Leoas da Serra         | Brasil    | 1 (2018)        | 0               | 0                     | 0         |
| Cianorte               | Brasil    | 1 (2019)        | 0               | 0                     | 0         |
| Taboão/Magnus          | Brasil    | 1 (2022)        | 0               | 0                     | 0         |
| San Lorenzo            | Argentina | 0               | 2 (2013 e 2022) | 3 (2015, 2018 e 2023) | 1 (2016)  |
| Sport Colonial         | Paraguai  | 0               | 2 (2017 e 2018) | 1 (2022)              | 0         |
| Santiago Morning       | Chile     | 0               | 1 (2015)        | 1 (2013)              | 0         |
| Estudiantes de Guárico | Venezuela | 0               | 1 (2016)        | 0                     | 0         |
| Independiente          | Colômbia  | 0               | 1 (2019)        | 0                     | 0         |
| Always Ready           | Bolívia   | 0               | 1 (2023)        | 0                     | 0         |
| Racing                 | Argentina | 0               | 1 (2024)        | 0                     | 0         |
| Kimberley              | Argentina | 0               | 0               | 1 (2019)              | 1 (2015)  |
| Río Negro City         | Uruguai   | 0               | 0               | 1 (2016)              | 0         |
| Trujillanos            | Venezuela | 0               | 0               | 1 (2017)              | 0         |
| Bella Vista            | Uruguai   | 0               | 0               | 0                     | 1 (2013)  |
| Palestino              | Chile     | 0               | 0               | 0                     | 1 (2017)  |
| Lyon                   | Colômbia  | 0               | 0               | 0                     | 1 (2018)  |
| Peñarol                | Uruguai   | 0               | 0               | 0                     | 1 (2019)  |
| Exa Ysaty              | Paraguai  | 0               | 0               | 0                     | 1 (2023)  |

## Total de títulos por país
| País      | Título | Vice | 3.º lugar | 4.º lugar |
| --------- | ------ | ---- | --------- | --------- |
| Brasil    | 9      | 0    | 0         | 0         |
| Argentina | 0      | 3    | 4         | 2         |
| Paraguai  | 0      | 2    | 1         | 1         |
| Chile     | 0      | 1    | 1         | 1         |
| Venezuela | 0      | 1    | 1         | 0         |
| Colômbia  | 0      | 1    | 0         | 2         |
| Bolívia   | 0      | 1    | 0         | 0         |
| Uruguai   | 0      | 0    | 1         | 2         |